# Gmina Olszanka
Gmina Olszanka es una gmina rural en el Distrito de Łosice, Voivodato de Mazovia, en el centro-oriente de Polonia. Su sede es el pueblo de Olszanka, que se encuentra aproximadamente a 8 kilómetros (5 millas) al sureste de Łosice y 113 km (70 millas) al este de Varsovia.
La gmina cubre un área de 87,34 kilómetros cuadrados (33,7 millas cuadradas), y a partir de 2006 su población total es de 3 205 (3 051 en 2014).

## Aldeas
Gmina Olszanka contiene las aldeas y los asentamientos de Bejdy, Bolesty, Dawidy, Hadynów, Klimy, Korczówka, Korczówka-Kolonia, Mszanna, Nowe Łepki, Olszanka, Pietrusy, Próchenki, Radlnia, Stare Łepki, Szawły, Szydłówka y Wyczółki.

## Gminas vecinas
Gmina Olszanka limita con las gminas de Huszlew, Łosice, Międzyrzec Podlaski, Mordy y Zbuczyn.